# Hieracium iricum
Hieracium iricum es una especie de planta con flor del género Hieracium, de la familia Asteraceae, orden Asterales.

## Distribución
Hieracium iricum se distribuye por las Islas Feroe, Inglaterra, Escocia, Irlanda e Irlanda del Norte.

## Taxonomía
Fue descrita científicamente por R. E. Fr.
Tratamiento taxonómico
La especie aparece registrada y publicada en Nova Acta Regiae Soc. Sci. Upsal.